# Undisputed III: Redemption
Undisputed III: Redemption is een Amerikaanse actiefilm uit 2010 geregisseerd door Isaac Florentine. De film is het vervolg op Undisputed II: Last Man Standing uit 2006. 

## Verhaal
Jaren zijn verstreken sinds Yuri Boyka een vernederende nederlaag leed en een gebroken knie door George 'Iceman' Chambers. Hij is op zoek naar een mogelijkheid om zich de gevangenis uit te vechten, maar om dat te bereiken zal hij de beste gevangenisvechters in de wereld moeten verslaan. 

## Rolverdeling
- Scott Adkins - Yuri Boyka
- Mykel Shannon Jenkins - Turbo
- Mark Ivanir - Gaga
- Hristo Shopov - Warden Kuss
- Marko Zaror - Raul "Dolor" Quinones
- Robert Costanzo - Farnatti
- Michael Baral - Casino Manager